# 黒紙義弘
黒紙 義弘（くろかみ よしひろ、1954年4月5日 -  ）は、広島県出身の元社会人野球投手・コーチ。現役時代は東芝野球部に所属。

## 経歴
広島県に生まれる。崇徳高等学校では県内屈指の左腕投手として知られた。1971年秋季中国大会県予選準決勝に進むが、達川光男らのいた広島商に敗退。翌1972年春季中国大会県予選でも準決勝に進むが、後に大学同期となるエース竹桝和也を擁する広陵高に敗れる。
卒業後は1973年に亜細亜大学へ進学。当時の東都大学野球リーグは駒大の全盛期であり、野球部では優勝には届かず3位2回にとどまる。1975年には第11回アジア野球選手権大会日本代表（大学生で構成）に選出され準優勝に貢献する。大学同期には竹桝、坂田松一（三協精機）、1年下に古屋英夫、矢野隆司、高橋周司がいた。リーグ通算52試合登板、12勝11敗。
1977年に東芝に入社。翌1978年の都市対抗では決勝に進み、川崎市の日本鋼管と対戦。木田勇との左腕対決を制し、無四球ピッチングで4-0と完封勝利、創部20年目出場6回目にして初優勝を果たす。同大会では橋戸賞を受賞している。この時のチームメートには武智勇治、高代延博、菊地恭一らがいた。
1980年には第26回アマチュア野球世界選手権日本代表として銅メダル獲得に貢献。
1981年の都市対抗では、ルーキーの青島健太、日産自動車から補強された有賀佳弘らの活躍も相俟って決勝まで駒を進める。しかし電電東京のエースとなった大学同期の竹桝と投げ合い、2-3と競り負け準優勝に終わる。同大会では久慈賞を受賞。同年の日本選手権では準々決勝で大昭和製紙北海道に3-7で敗戦。同年の社会人ベストナイン投手部門で受賞。
1982年の第27回アマチュア野球世界選手権でも日本代表に選ばれ銀メダル獲得に貢献する。同年の都市対抗では2回戦で敗退するが、川端順の加入、青木秀夫の成長もあって東芝投手陣は黄金時代を迎える。
1983年の都市対抗では青島が四番打者に座り、池田親興（日産自動車から補強）を加えた強力投手陣の活躍で勝ち進む。決勝では先発を川端に譲るがリリーフで好投、新日鐵名古屋を8-3で降し優勝する。また1984年ロサンゼルスオリンピック予選の日本代表に選ばれ、五輪出場に貢献。同年の日本選手権では決勝で住友金属に敗れ準優勝。翌1984年に現役を引退する。
1985年から1990年まで東芝のコーチを務め、その後は社業でグループ会社の常務国内営業本部長などの要職を歴任した。

## 関連人物
- 大田垣耕造 - 東芝の元エース・監督。同監督時代に黒紙はコーチ。
- 青島健太 - 東芝時代のチームメート。
- 杉山賢人 - 黒紙がコーチ時代に指導。
- 阿波野秀幸 - 亜大2年時にOBの黒紙から牽制球とシンカー・スクリューボールを教わってから、勝てるようになったとのこと[2]。